# Antarchaea coniota
Antarchaea coniota là một loài bướm đêm trong họ Noctuidae.